# Ain't That Good News
Ain't That Good News — одинадцятий і останній студійний альбом американського R&B і соул -співака Сема Кука, випущений у середині лютого 1964 року на RCA Victor Records  як у моно, так і в стерео, LPM 2899 і LSP 2899.  Запис альбому проходив у RCA Victor's Music Center of the World Studio в лютому (трек 5) і грудні 1963 року (треки 1, 3, 11, 12) і січні 1964 року (треки 2 і 6-10). Знімок для обкладинки зробив американський фотограф Воллес Сіуелл . Ain't That Good News був останнім студійним альбомом, який вийшов за життя Кука, перед його смертю у віці 33 років. 
Найвідомішою піснею в цьому альбомі є пісня  « A Change Is Gonna Come », стала однією із знакових пісень руху за громадянські права в 1960-х роках.  Ain't That Good News був перевиданий у гібридному форматі CD / Super Audio CD компанією ABKCO Records у червні 2003 року з повною музикою та титрами сесії. 

## Список треків
Усі пісні, окрім зазначених, написані Семом Куком. 
Сторона перша
1. "Ain't That Good News" – 2:30
2. "Meet Me at Mary's Place" – 2:44
3. "Good Times" – 2:28
4. "Rome Wasn't Built in a Day" (Sam Cooke, Beverly Prudhomme, Betty Prudhomme) – 2:34
5. "Another Saturday Night" – 2:42
6. "Tennessee Waltz" (Pee Wee King, Redd Stewart) – 3:12

Сторона друга
1. "A Change Is Gonna Come" – 3:13
2. "Falling in Love" (Harold Battiste) – 2:45
3. "Home" (Jeff Clarkson, Harry Clarkson, Peter van Steeden) – 2:32
4. "Sittin' in the Sun" (Ірвінг Берлін) – 3:18
5. "No Second Time" (Clifton White) – 3:03
6. "The Riddle Song" (народна пісня) – 2:30

## Зовнішні посилання
- Пісні Сема Кука: головна сторінка
- Пісні Сема Кука: Хіба це не хороші новини